# Diócesis de Dunshaughlin
La diócesis o abadía nullius de Dunshaughlin o de Domnach Sechnaill (en latín: Dioecesis Sancti Secundini in Dominica, en inglés: Diocese of Dunshaughlin y en irlandés: Deoise na Dún Seachlainn) fue una circunscripción eclesiástica de la Iglesia católica en Irlanda. Se trataba de una abadía nullius latina, sufragánea de la arquidiócesis de Armagh. Fue suprimida en 1111 y restaurada como diócesis titular en 1969 como diócesis de Dunshaughlin o Domnach Sechnaill. Desde el 13 de febrero de 2010 su arzobispo titular a título personal es Eugene Martin Nugent.

## Territorio y organización
La abadía nullius extendía su jurisdicción sobre los fieles católicos de rito latino residentes en parte del Reino de Mide, en el área del condado de Meath en la provincia de Leinster.
La sede de la abadía nullius se encontraba en la abadía de San Secundino (o de San Seachnall), ubicada en el pueblo de Dunshaughlin (Dún Seachlainn en gaélico irlandés). La actual iglesia de la Iglesia de Irlanda fue construida en 1813 al norte de las ruinas de la estructura antigua.

## Historia

Mapa que muestra el Reino de Mide circa 900

Secundino (también conocido como Sechnall, Seachnall, Seachnail y Secundus) era hijo de Restituto, un lombardo, y de Lubaid, quien tradicionalmente se considera hermana de san Patricio. Fue el fundador de una iglesia en el sitio entre los años 439 y 447. El nombre Dunshaughlin proviene de Domhnach Seachnall, que significa «iglesia de Seachnall».
Según una leyenda registrada en el An Leabhar Breac (un manuscrito en irlandés medieval), el himno eucarístico del siglo VII Sancti venite fue cantado por primera vez por ángeles en Dunshaughlin, después de que Secundino se hubiera reconciliado con su tío san Patricio.
Los abades de Dunshaughlin están registrados en el siglo IX comenzando con Ruamnus (fallecido en 801) y continuando hasta Scannal mac Fergil (asesinado en 886). Los erenaghs y coarbs (guardianes laicos de una iglesia parroquial y cabeza de familia en posesión hereditaria de tierras eclesiásticas) de Dunshaughlin están registrados en los años 952, 1027 y 1040. El monasterio de Dunshaughlin fue incendiado en incursiones en los años 1026, 1142 y 1143. También fue saqueado por los Uí Briúin en 1152.
Hasta el siglo XII la Iglesia en Irlanda estaba más bien dividida en distritos eclesiásticos que estaban bajo el control de los monasterios y los obispos no tenían jurisdicciones propias, sino sedes monásticas. Esto también explicaría cómo en el primer milenio Dunshaughlin aparece entre las sedes menores asociadas a la sede de Clonard, que era la sede principal. 
Clonard se encuentra entre las diócesis establecidas por el Sínodo de Ráth Breasail en 1111. En el sínodo se incorporó a la diócesis de Clonard el territorio de la suprimida abadía nullius de Dunshaughlin.

### Diócesis titular
Desde 1969 Dunshaughlin figura entre las sedes episcopales titulares de la Iglesia católica como diócesis de Dunshaughlin o Domnach Sechnaill. Desde el 13 de febrero de 2010 su arzobispo titular a título personal es Eugene Martin Nugent, nuncio apostólico en Kuwait, Catar y Baréin.

## Episcopologio
- San Secundino (Seachlan o Sechnall) † (circa 439-27 de noviembre de 448 falleció)
- Ruamnus † (801 falleció)
- Scannal mac Fergil † (886 falleció)

### Obispos titulares
- James Michael Liston † (7 de marzo de 1970-8 de julio de 1976 falleció)
- Edward Russell Gaines † (28 de octubre de 1976-6 de marzo de 1980 nombrado obispo de Hamilton en Nueva Zelanda)
- Luc Alfons De Hovre, S.I. † (15 de febrero de 1982-4 de junio de 2009 falleció)
- Eugene Martin Nugent, desde el 13 de febrero de 2010